# Richard Poe
Richard Poe (* 25. Januar 1946 in Portola, Kalifornien) ist ein US-amerikanischer Film- und Theaterschauspieler.

## Leben
Poe wuchs im kalifornischen Pittsburg auf. Hier besuchte er bis 1963 zunächst die High School; 1967 schloss er an der University of San Francisco ab.
Nach seinem Militärdienst, den Poe im Vietnamkrieg abzuleisten hatte, begann er vermehrt in San Francisco Theater zu spielen. Mit der Theatergruppe, der auch Judith Anderson angehörte, tourte Poe durch alle größeren Städte der USA. Zusammen mit anderen auch später in Film und Fernsehen bekannt werdenden Schauspielern, darunter John Lithgow, Marcia Gay Harden und Roma Downey, stand Poe auf der Bühne.
1984 gab er sein Filmdebüt; bis heute ist er sowohl vor der Kamera als auch auf der Bühne tätig.
Privat ist er seit 2003 mit Claudia Howard verheiratet.

## Filmografie

### Spielfilme
- 1989: Geboren am 4. Juli (Born on the Fourth of July)
- 1994: Sprachlos (Speechless)
- 1997: Projekt: Peacemaker (The Peacemaker)
- 2005: Transamerica

### Fernsehserien
- 1990–2008: Law & Order
- 1993: Frasier
- 1994: Raumschiff Enterprise: Das nächste Jahrhundert (Star Trek: The Next Generation)
- 1994: Star Trek: Deep Space Nine (Star Trek: Deep Space Nine)
- 1995: Star Trek: Raumschiff Voyager (Star Trek: Voyager)
- 2015: Gotham